# カルボナーラ岬

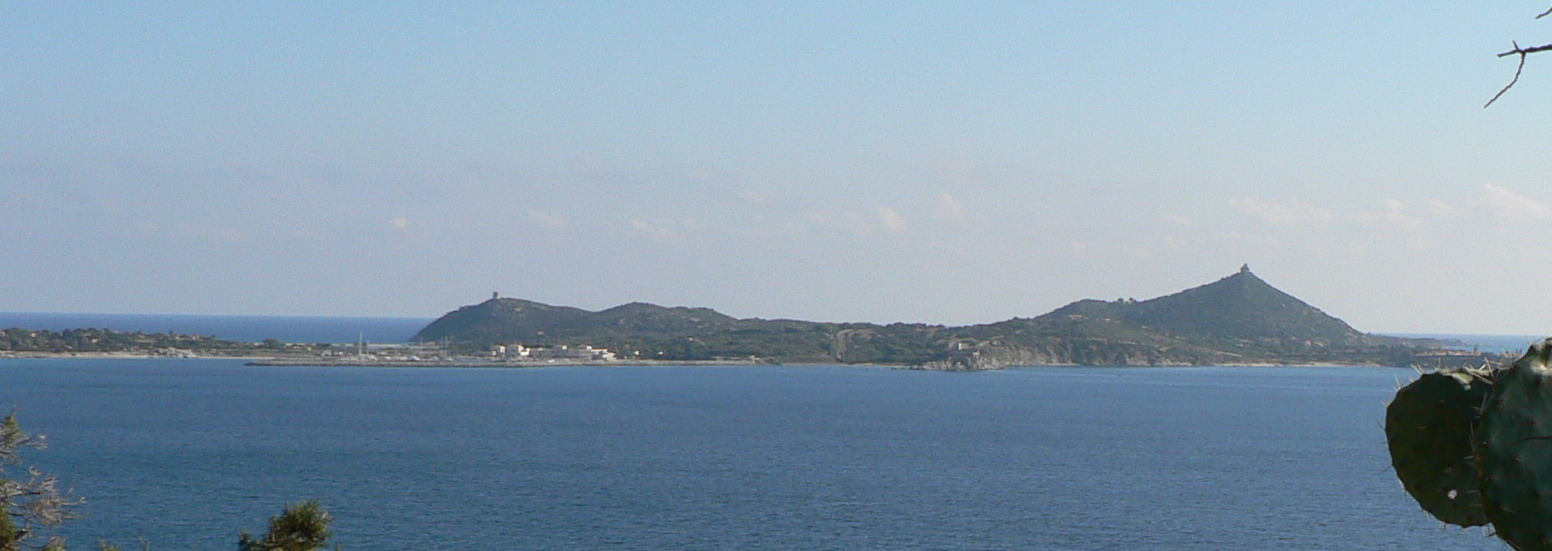
カルボナーラ岬

カルボナーラ岬（イタリア語: Capo Carbonara）は、地中海中部に位置するイタリア領のサルデーニャ島南東部の岬である。カリャリ湾の東端にあたる。近くのカヴォリ島とセルペンターラ島と共に、カルボナーラ岬国立海洋保護区に指定されている。
カリャリ県南東部のヴィッラシミーウスの市街からおよそ6キロメートルに位置する。全長3.5キロメートル、幅最大1.8キロメートルの半島の先端がカルボナーラ岬である。主な見どころとして、西側の城砦跡、トライアスとポルト・ジュンコの2つのビーチ、東側のフラミンゴ繁殖地などがある。